# یوریکا (میزوری)
یوریکا (به انگلیسی: Eureka) شهری در شهرستان سنت لوئیس ایالت میزوری است که جمعیت آن در سرشماری سال ۲۰۱۰ میلادی ۱۰٫۱۸۹ نفر بوده است.